# ピノ・ベッリ
ピノ・ベッリ（Pino Belli、1921年10月27日 - 1968年11月3日）はイタリアの小説家、脚本家、映画監督である。特にホラー小説で知られる。ピノ・ベッリという名前は、兄ピノと弟カルロのハウスネームとして扱われる場合もある。

## 人物
本名はジュゼッペ・ベッリ、キューザ・デッラ・ロータ伯爵（Giuseppe Belli conte di Chiusa della Rota）。100冊に及ぶホラー小説、推理小説、SF小説、戦争小説、スパイ小説を執筆しており、特にホラー小説で知られている。作品の多くはローマの出版社からペーパーバックで刊行され、一部の作品はフランス、ドイツ、イギリスで翻訳されている。
ペンネームとしてアングロ・サクソン風の変名を用いる場合が多く、最も有名なペンネームは怪奇小説を書く際に名乗ったマックス・デイヴ（Max Dave）。その他、クリストファー・ベネット、エドウィン・ストーンなど多数のペンネームを使用している（英米風の変名を用いた点はマカロニ・ウェスタンの事情に似ている）。推理小説を書く際にジョルジュ・シムノンを連想させるジョルジュ・シメオンと名乗ったり、ギャング小説を書く際にエドワード・G・ロビンソンをもじったエロール・G・ロビンソンと名乗った場合もある。
ホラー小説のうち一部は、ピノの弟で軍医出身の医師カルロ・ベッリ（Carlo Belli）による代作も含まれている。医師であるカルロは怪奇小説の執筆に関わった過去を隠したがった事情もあり、現在となってはどの作品をカルロが代筆したのか分からない。そのため兄弟の著作リストは、ハウスネーム扱いでピノ・ベッリ作品としてまとめられる場合が多い。
ホラー小説のほとんどはイタリアの怪奇小説叢書「ドラキュラ文庫」（I racconti di Dracula, 1959 - 1981）から刊行された。同叢書には亡くなる直前まで怪奇小説を書き続け、精神科医リベロ・サマーレ（Libero Samale、1889 - 1984）、裁判官ジュゼッペ・パーチ（Giuseppe Paci、1929 - ）、俳優グァルベルト・ティッタ（Gualberto Titta、1906 - 1999）、新聞記者スヴェーノ・トッツィ（Sveno Tozzi、1923 - 1999）らとともに看板作家として活躍した。一方で「ドラキュラ文庫」のライバルであったマルコ・ヴィカリオ（Marco Vicario）のプロデュースによる叢書「KKK、古典的恐怖の傑作シリーズ」（I capolavori della serie KKK. Classici dell’orrore）には作品を提供していない。
ベッリのホラー小説の中では、‘‘Uccidono i morti?’’（死者のよみがえりを招く邪教が起こす連続殺人を描いた怪奇物語）、‘‘Assediati dal demonio’’（ゾンビ物の変形といえるSFショック・ホラー）、‘‘Terrore al castello’’（古城を舞台にしたゴシック幽霊譚）の評価が高い。これらの作品はアンソロジー形式に纏められて2012年に復刊されている。
イタリアの怪奇小説研究者セルジョ・ビッソーリ（Sergio Bissoli）が優れていると評価するピノ・ベッリの怪奇小説11作を次にリストとして掲げる。
|      | 作品名                 | 題名和訳               | 刊行年 |
| ---- | ---------------------- | ---------------------- | ------ |
| 1位  | La legge dell’al di là | 霊界の掟               | 1962年 |
| 2位  | Il fu Mr. Washington   | 故ワシントン氏         | 1961年 |
| 3位  | La dama in nero        | 黒衣の貴婦人           | 1963年 |
| 4位  | Terrore al castello    | 古城の恐怖             | 1965年 |
| 5位  | Uccidono i morti?      | 死人を殺せるか?        | 1959年 |
| 6位  | Il demonio è tra noi   | 悪魔は我らのそばに     | 1960年 |
| 7位  | Paura sulla scogliera  | 崖の上の恐怖           | 1964年 |
| 8位  | Assediati dal demonio  | 悪魔に囲まれて         | 1963年 |
| 9位  | Il mostro e la carne   | 怪物と肉体             | 1967年 |
| 10位 | I sosia dell’inferno   | 地獄のドッペルゲンガー | 1966年 |
| 11位 | La vecchia poltrona    | 古い肘掛け椅子         | 1961年 |

ビッソーリが挙げた作品の他に、フランスの研究者は‘‘Il gatto nero’’（黒猫）を、素晴らしく不気味な雰囲気とひねりの効いたプロットを持つ傑作と評価している。イギリス郊外の町に住む夫婦が、次々に殺人を犯し犠牲者の死体を地下室の硫酸風呂で溶かしている。前半は猟奇的な犯罪小説の趣向だが、中盤で読者の予想を覆して殺人鬼夫婦は逮捕され死刑を宣告される。物語の半分も経たないうちに殺人鬼が犯行を止められたことに読者が驚いていると、後半では事件の背後から超自然的な魔力の存在が浮かび上がる。
1961年には推理小説レーベル「アメリカン『スリラー』小説シリーズ」から、ロンドンを舞台に切り裂きジャックテーマを描いたサイコ・スリラー小説‘‘La nebbia e il sangue’’（霧と血）を刊行している（エドウィン・ストーン名義）。謎の殺人鬼による娼婦連続殺人を描いた本作は、後にマリオ・バーヴァやダリオ・アルジェントが映画で成功するジャッロに先駆けた小説と評価する意見もある。また、本作は冤罪による死刑執行というテーマも取り入れて、密度の濃い内容になっていると評価されている。
ピノ・ベッリのホラー小説は古城や寒村を舞台としたゴシック・ホラーが多く、吸血鬼、亡霊、呪いといった超常現象をテーマとすることが多い。また、怪異を描きながら推理小説的な手法を取り入れることもあり、怪奇現象の謎を解きつつ超自然的な魔力の存在も示唆するという、二重解決的なエンディングを好んで用いる点が指摘される（‘‘La legge dell’al di là’’、‘‘Il fu Mr. Washington’’、‘‘La vecchia poltrona’’など）。これはジョン・ディクスン・カーの『火刑法廷』で知られる手法だが、ベッリの場合はそれよりもアンリ＝ジョルジュ・クルーゾー監督の映画『悪魔のような女』（1955）からの影響が大きいと考えられる。代表作‘‘La vecchia poltrona’’のプロットは明らかに『悪魔のような女』を模倣している。古典的な怪奇小説を志向しながら、スプラッター的な残酷描写を積極的に取り入れる先進性も持っていた。但しスプラッター描写に関しては後続の作家レナート・カロッチ（Renato Carocci）やアントニオ・ディ・ピエッロ（Antonio di Pierro）に比べるとそこまで残虐ではない。
多作家ゆえに一部の作品に指摘される問題点として、
- プロットの再利用。

例1：‘‘Abisso maledetto’’（呪われた深淵）のプロットは‘‘Il segreto di Nostradamus’’（ノストラダムスの秘密）に再利用された。
例2：‘‘Il destino e la strage’’（運命と虐殺）は過去に執筆した戦争小説をホラー小説として焼き直した作品である。
- 有名作品からの模倣。

例1：‘‘L’ospite fantasma’’（招かれた幽霊）はオリヴァー・オニオンズの小説『手招く美女』に基づいている。
例2：‘‘La vecchia poltrona’’（古い肘掛け椅子）はボワロー＝ナルスジャックの小説『悪魔のような女』に基づいている。
例3：‘‘L’ombra assassina’’（殺しの影）はレジナルド・ル・ボーグ監督の映画『悪魔の生体実験』 The Black Sleep（1956）に基づいている。
といった点が気になるとされ、作品は玉石混淆との評価もある。しかし今日でも読むに耐える傑作は少なくとも10冊以上はあると評価する批評家がいるのも確かである。
同時代にフランスで流行した怪奇小説シリーズ「アンゴワス叢書」（Angoisse）の作家たち、マルク・アガピ（Marc Agapit、1897 - 1985）、モーリス・リマ（Maurice Limat、1914 - 2002）、ドミニク・アルリー（Dominique Arly、1915 - 2019）のように、ペーパーバック書き下ろしの怪奇小説作家ゆえに時代の流れとともに忘れられた点は否定できない。しかし今日フランスで「アンゴワス叢書」作品が研究者によって再評価されているように、イタリアでもピノ・ベッリを初めとするペーパーバック怪奇小説が研究者によって再評価される動きが出ている。作者の生前には複数の国で翻訳されていたことからも、20世紀の大衆小説において無視できない存在といえる。
怪奇小説研究者のセルジョ・ビッソーリは「ドラキュラ文庫」執筆陣の中で最高水準の作家はリベロ・サマーレ（精神科医、秘教学者）であり、それに次ぐ才能がピノ・ベッリであったと評価している。

## 略歴
1921年、イタリア王国エミリア＝ロマーニャ州ピアチェンツァ出身。貴族のキューザ・デッラ・ロータ伯爵ベッリ家に生まれた。本人は国防や政治への関心は無かったが、警察署長だった父に要求されてイタリア軍に入隊し、士官をつとめながら戦争小説を執筆していた。
終戦後の1948年、軍に勤務しながら、27歳でSF雑誌の編集を行う。SF作家としてもSF小説‘‘Il mondo del silenzio’’をソンツォーニョ社から刊行した。1950年には第二次世界大戦時代のイタリアの戦闘艦を舞台にした戦争小説‘‘Quelli della plancia’’を発表している。
1952年には内務省の報道部に移動となり、イタリア放送協会に勤務していた。その後、映画監督を目指して退職し、1956年にはアマゾンでロケしたドキュメンタリー映画‘‘Il segreto della Sierra Dorada’’（1956）を監督した。また、この時期には探検家として世界各国を旅していた。
私生活では1944年頃、貴族の女性マリア・テレザ・マルティノッツィと結婚。息子カルロ・アルベルトと娘ロッセッラをもうけた後に離婚している。その後ドイツ人女性と再婚し次女アストリッドをもうけたが、二度目の結婚も離婚に終わった。二度目の離婚後はローマ県アンツィオの町ラヴィニオの別荘に一人で住んでいた。

### 本格的な作家への進出（1957年頃～）
1950年代半ば頃、シチリアの貴族アントニーノ・カンタレッラ（Antonino Cantarella）男爵が出版社を設立。カンタレッラはまずイタリアにおける推理小説大手のジャッロ・モンダドーリ（Il giallo Mondadori）叢書を模倣し、ペーパーバック書き下ろしの叢書を立ち上げ、続いてスパイ小説叢書、戦争小説叢書、ホラー小説叢書を立ち上げた。それらの叢書は以下の通り
- 「アメリカン・スリラー小説シリーズ」（I narratori americani del ‘‘brivido’’）
- 「FBI：推理小説ファイル」（FBI: I gialli dello ‘‘schedario’’）

これらの2つのレーベルはペーパーバック書き下ろしの推理小説叢書である。いずれも叢書名に「アメリカン」や「FBI」とあるが、いずれも英米作品の翻訳を装ったイタリア人による創作である。
1957年頃からピノ・ベッリはこれらの推理小説叢書に、英米風のペンネームで‘‘L’ombra che ride’’（笑う影）、‘‘Il vampiro’’（吸血鬼）といった推理小説を執筆している。
推理小説の他にも、カンタレッラ男爵の出版社のために、次のような叢書に多数の作品を提供した。
- 「対スパイ秘密文書シリーズ」（Dossier segreti controspionaggio）

スパイ小説叢書。
- 「最前線シリーズ」（Prima linea）

戦争小説叢書。

### 「ドラキュラ文庫」への参加（1959年～）
ピノ・ベッリが執筆した数多くの推理小説、SF小説、スパイ小説、戦争小説は現在ではほぼ忘れられている。そんな中で怪奇小説のみは、近年でも小規模の出版社からではあるが定期的に復刊され、一部で再評価を受けている。それらの怪奇小説はほぼすべてがカンタレッラ男爵のプロデュースによる「ドラキュラ文庫」が初出となっている。
1959年、カンタレッラ男爵はイギリスのハマー・フィルム・プロダクション製作のホラー映画が流行していた状況に刺激され、書き下ろしホラー小説の叢書「ドラキュラ文庫」（I racconti di Dracula）の刊行を開始する。
1959年11月の「ドラキュラ文庫」第1巻として、ピノ・ベッリの長編ホラー小説‘‘Uccidono i morti?’’（死人を殺せるか?）が刊行された（マックス・デイヴ名義）。呪われた古城を舞台に、死者のよみがえりを招くチベットの邪教が絡んだ神像の消失から始まる連続殺人を描いた怪奇小説である。本作が後年のダリオ・アルジェント監督による怪奇映画を先取りしているとの評価もある。
その後1960年代まで、ベッリは「ドラキュラ文庫」にホラー小説を提供する。カンタレッラ男爵の信頼を得て同叢書の編集長も勤めながら、リベロ・サマーレ、ジュゼッペ・パーチ、正体不明の覆面作家ジェロン・ブランダヌスとともに、「ドラキュラ文庫」の主要作家として活躍した。
1961年には「アメリカン・スリラー小説シリーズ」から連続殺人鬼もののミステリー‘‘La nebbia e il sangue’’（霧と血）を発表。ピノ・ベッリによる推理小説分野の代表作として、イタリア大衆文学の研究者から高く評価されている。
「ドラキュラ文庫」では、ピノ・ベッリの弟カルロ・ベッリが代作で執筆した作品もある。出版社社長のカンタレッラ男爵はそれを知らず、長らく兄ピノのみが作家として認識されていたが、研究家セルジョ・ビッソーリの調査によって弟の協力が明らかになった。
1961年に「ドラキュラ文庫」から刊行した小説‘‘La vecchia poltrona’’（古い肘掛け椅子）は、リッカルド・フレーダ監督により『死霊』 ‘‘Lo spettro’’（1963）として映画化された。ただし原作者ベッリには無断で映画化され、原作料も支払われなかったという。
作家活動と平行して映画製作にも関心を持ち続け、1963年には映画『潜水艦ベターソン』（1963）の脚本にも参加し、助監督もつとめている。
1963年の小説‘‘Assediati dal demonio’’（悪魔に囲まれて）は、後の『ナイト・オブ・ザ・リビングデッド』（1968）に代表されるゾンビ映画に先駆けた作品として、研究家セルジョ・ビッソーリらによって評価されている。
「ドラキュラ文庫」出版社社長のカンタレッラ男爵はフランスのペーパーバック出版社ブレッサール社（Éditions Bressard）やベレール社（Éditions Bel-Air）と契約しており、ベッリの作品も一部はフランス語に翻訳された。また、ドイツとイギリスでも一部の作品が翻訳されている。

### 突然の死去
1968年、ラヴィニオの別荘で、「ドラキュラ文庫」の表紙イラストを描いていた画家マリオ・フェラーリらとの昼食中に倒れて緊急搬送された。搬送先の病院は満床で空きがなく、ベッリは毛布にくるまれたまま放置され、友人たちが交代で様子を見ていた。11月3日、友人たちに看取られながら肝硬変により死去。享年47。
現在ではイタリアでも忘れられた作家の一人であるが、「ドラキュラ文庫」で執筆したホラー小説の一部は古典的佳作として1999年以降も時おり復刊されている。

## 補足
「ドラキュラ文庫」でピノ・ベッリに続いて怪奇小説を発表した覆面作家ジェロン・ブランダヌスについて、ピノ・ベッリの別名義ではないかと疑う意見が、読者から怪奇小説研究者のセルジョ・ビッソーリに寄せられた。ビッソーリがその指摘を受けて調査を行ったが、ベッリとブランダヌスの接点を証明することはできなかった。ビッソーリは根拠として、ベッリとブランダヌスの作品におけるいくつかの共通点を指摘している（魔女狩り、ドッペルゲンガー、登場人物の台詞）が、いずれも怪奇小説において珍しいとは言えない要素であることから断定には至っていない。

## 主な作品

### ホラー小説

#### I racconti di Dracula叢書
| 刊行年 | 題名和訳                           | 原題                              |
| ------ | ---------------------------------- | --------------------------------- |
| 1959年 | 『死人を殺せるか?』                | Uccidono i morti?                 |
| 1960年 | 『悪魔は我らのそばに』             | Il demonio è tra noi              |
| 1960年 | 『呪われた深淵』                   | Abisso maledetto                  |
| 1960年 | 『霊魂と船乗りの七つの話』（短編） | Sette storie di spiriti e marinai |
| 1961年 | 『魔女サミー』                     | Sammy la strega                   |
| 1961年 | 『故ワシントン氏』                 | Il fu Mr. Washington              |
| 1961年 | 『古い肘掛け椅子』                 | La vecchia poltrona               |
| 1961年 | 『皮剥ぎ人』                       | Lo scorticato                     |
| 1962年 | 『霊界の掟』                       | La legge dell’al di là            |
| 1962年 | 『運命と虐殺』                     | Il destino e la strage            |
| 1962年 | 『炎の足跡』                       | L'impronta di fuoco               |
| 1962年 | 『冒涜者』                         | Il profanatore                    |
| 1962年 | 『プレストンの怪物』               | Il mostro di Preston              |
| 1963年 | 『黒衣の貴婦人』                   | La dama in nero                   |
| 1963年 | 『招かれた幽霊』                   | L’ospite fantasma                 |
| 1963年 | 『首吊りの谷』                     | La valle degli impiccati          |
| 1963年 | 『悪魔に囲まれて』                 | Assediati dal demonio             |
| 1964年 | 『崖の上の恐怖』                   | Paura sulla scogliera             |
| 1965年 | 『古城の恐怖』                     | Terrore al Castello               |
| 1966年 | 『地獄のドッペルゲンガー』         | I sosia dell’inferno              |
| 1966年 | 『悪魔の罠』                       | La trappola del diavolo           |
| 1966年 | 『冥界の男』                       | L’uomo dell’Aldilà                |
| 1966年 | 『黒猫』                           | Il gatto nero                     |
| 1966年 | 『恐怖の夜』                       | Le notti del terrore              |
| 1967年 | 『ノストラダムスの秘密』           | Il segreto di Nostradamus         |
| 1967年 | 『怪物と肉体』                     | Il mostro e la carne              |
| 1967年 | 『クリント少佐の狼』               | Il lupo del maggiore Clint        |
| 1967年 | 『コウモリの牙』                   | La zampa del pipistrello          |
| 1967年 | 『殺しの影』                       | L’ombra assassina                 |
| 1968年 | 『吸血鬼の夜』                     | La notte del Vampiro              |
| 1968年 | 『肉の花』                         | Il fiore di carne                 |
| 1968年 | 『キャンベル通りの怪物たち』       | I mostri della via Campbell       |
| 1969年 | 『死者の国の司祭』                 | Il sacerdote del regno dei morti  |

### 推理小説

#### I narratori americani del ‘‘brivido’’叢書
| 刊行年 | 題名和訳                       | 原題                        |
| ------ | ------------------------------ | --------------------------- |
| 1957年 | 『黒のマクンバ』               | Macumba nera                |
| 1958年 | 『吸血鬼』                     | Il vampiro                  |
| 1958年 | 『笑う影』                     | L’ombra che ride            |
| 1958年 | 『シェルドン家の幽霊』         | Fantasmi in casa Sheldon    |
| 1958年 | 『死人が私について来る』       | La morte cammina con me     |
| 1958年 | 『白衣の乙女を救え』           | Salvate la vergine bianca   |
| 1959年 | 『悪魔』                       | Il demonio                  |
| 1961年 | 『霧と血』                     | La nebbia e il sangue       |
| 1961年 | 『破滅』                       | Il baratro                  |
| 1961年 | 『ミス・ダイナマイト』         | Miss Dinamite               |
| 1963年 | 『機関銃とブルー・ジーンズ』   | Mitra e blue jeans          |
| 1963年 | 『消される娘』                 | Una pupa da far fuori       |
| 1964年 | 『判事を捕らえろ』             | Caccia al giudice           |
| 1965年 | 『大理石の人形』               | Bambole di marmo            |
| 1965年 | 『金髪の毒蛇』                 | Serpente biondo             |
| 1965年 | 『4人の娘たちに弾丸を』        | Pallettolo per 4 pupe       |
| 1965年 | 『裸女と死者』                 | La nuda e il morto          |
| 1966年 | 『汚れた天使』                 | L’angelo sporco             |
| 1967年 | 『獣』                         | La belva                    |
| 1967年 | 『マシンガンは夜明けに静まる』 | I mitra tacquero all’alba'! |
| 1967年 | 『落伍者』                     | Una male detto carogne      |
| 1968年 | 『悪魔の報酬』                 | Il danaro... del diavolo    |
| 1969年 | 『閉じた輪』                   | Cerchio chiuso              |
| 1969年 | 『シは死神のシ』               | M... come morte...          |

#### FBI: i gialli dello ‘‘schedario’’叢書
| 刊行年 | 題名和訳                            | 原題                                |
| ------ | ----------------------------------- | ----------------------------------- |
| 1957年 | 『魔女の樫』                        | La quercia della strega             |
| 1958年 | 『怪物』                            | Il mostro                           |
| 1958年 | 『金髪女は知っていた』              | Bionda sa tutto                     |
| 1959年 | 『恐怖!』                           | Paura!                              |
| 1960年 | 『消えた死体』                      | Il cadavere manca                   |
| 1960年 | 『甦る過去』                        | Il passato ritorna                  |
| 1960年 | 『恐怖に襲われた街』                | La città ha paura                   |
| 1960年 | 『愛しのクリスティーンとルウ』      | Cristine e Lou ... che pupe!        |
| 1960年 | 『少女売ります』                    | Ragazze in vendita                  |
| 1960年 | 『恐怖のシンジケート』              | Sindacato della paura               |
| 1961年 | 『美少女をカミソリが切り刻む』      | La ninfetta sul rasoio              |
| 1961年 | 『裸の牝虎』                        | La tigra nuda                       |
| 1961年 | 『カリブロ45』                      | Calibro 45                          |
| 1962年 | 『リボルバーの夜』                  | La notte delle rivoltelle           |
| 1962年 | 『切られた首』                      | Le teste mozzate                    |
| 1962年 | 『殺された女たち』                  | Donne da uccidere                   |
| 1962年 | 『未成年』                          | Le minorenni                        |
| 1963年 | 『銃弾よ永遠に』                    | Piombo per l’eternità               |
| 1964年 | 『ジム・ドノヴァンと3人の女』       | Tre donne per Jim Donovan           |
| 1965年 | 『オックスの謎』                    | Chi è Ocks?                         |
| 1965年 | 『18カラットの金髪女』              | Bionda 18 carati                    |
| 1965年 | 『ベッドの中の毒蛇』                | La vipera nel letto                 |
| 1965年 | 『死すべき者への女たち』            | Femmine per chi deve morire         |
| 1966年 | 『殺しの匂い』                      | Il profumo che uccide               |
| 1966年 | 『美女たちは裸で…死んでいる!』      | Belle, nude, e...morte!             |
| 1966年 | 『袖には3枚のエース』               | 3 assi nella manica                 |
| 1967年 | 『ブロンド娘は知りすぎた』          | La bionda sa troppo                 |
| 1967年 | 『妻殺し』                          | Ucciderò mia moglie                 |
| 1967年 | 『死からの逃走』                    | Fuga davanti alla morte             |
| 1967年 | 『死刑執行人に五発の銃弾』          | Cinque colpi per il boia            |
| 1967年 | 『女性の人身売買』                  | Traffico di donne                   |
| 1968年 | 『殺人光：RD/19140事件』            | La luce che uccide: “Caso RD/19140” |
| 1968年 | 『フランキー・コルバート…迷宮の中』 | Franky Colbert... in labirinto      |
| 1968年 | 『赤毛女に気をつけろ!』             | Attento alle rosse, Berty!          |
| 1968年 | 『香港の罠』                        | Trappola a Hong Kong                |
| 1968年 | 『絶望の日々』                      | Ogni minuti disperatamente          |

#### I gialli dell’ossessione叢書
| 刊行年 | 題名和訳             | 原題                     |
| ------ | -------------------- | ------------------------ |
| 1958年 | 『脅迫』             | Ricatto                  |
| 1958年 | 『裸女は死んでいた』 | Nuda è la morte          |
| 1958年 | 『密入国者』         | Immigrazione clandestina |

### 映画
| 公開年 | 作品名                             | 原題       | 担当                            |
| ------ | ---------------------------------- | ---------- | ------------------------------- |
| 1956年 | ‘‘Il segreto della Sierra Dorada’’ |            | 監督・脚本                      |
| 1963年 | 『潜水艦ベターソン』               | Beta Som   | 脚本、助監督                    |
| 1963年 | 『死霊』                           | Lo spettro | 原作（‘‘La vecchia poltrona’’） |
| 1965年 | ‘‘Delitto d’amore’’                |            | 脚本                            |
| 1965年 | ‘‘El misterioso señor Van Eyck’’   |            | 脚本                            |